# Демографічна політика
Демографічна політика або планування людської популяції (англ. Human population planning) — це діяльність органів державного управління і соціальних інститутів, спрямована на стримання зростання людства, створення сталих кількісних та якісних параметрів відтворення населення з метою подолання негативних демографічних тенденцій.
Також поширений і близький за вживанням термін — політика народонаселення. Нерідко ці поняття використовують як синоніми, не надаючи їм різного значення. У широкому сенсі демографічна політика іноді ототожнюється з політикою народонаселення, у вузькому сенсі — розглядається як одна з її складових, разом з регулюванням умов праці працездатного населення і умов життя всього населення.
У найважливіших теоретичних монографіях 70-х — 80-х рр. також пропонувалося розмежовувати вказані поняття, розглядати одне як частину іншого. Так, в першому виданні «Системи знань про народонаселення» (1976) політика народонаселення визначалася як частина соціально-економічної політики, як діяльність, спеціально направлена на регулювання виробництва і відтворення головної продуктивної сили суспільства, суб'єкта суспільного виробництва, тобто людини, населення. Її сфера — умови праці і життя людей.

## Суб’єкт демографічної політики
Суб’єкт демографічної політики - держава як засіб державного впливу на відтворення населення в потрібному для суспільства напрямі, не завжди гуманні і часто несправедливі. Об’єкт - складні і важкопередбачувані демографічні процеси - народжуваність і (mark)смертність, заходи щодо оптимізації їх співвідношення з точки зору досягнення найтривалішого періоду активної творчої діяльності і середньої тривалості життя людини. Більшість здійснюваних у сфері демографічних відносин явищ: шлюбність, розлученість, міграція були і залишаються, в основному, особистою справою індивіда, подружньої пари, сім’ї. Тому управління демографічною поведінкою не може спиратися на будь-яке адміністрування, примус чи заборони, хоча в історії вони були.
Вплив демографічної політики на демографічні процеси в суспільстві може бути прямим (обмеження законодавчим шляхом міграції, оформлення шлюбів чи народження дітей, планування підготовки спеціалістів) або непрямим (підвищення рівня життя, залучення населення до створення умов для збільшення кількості дітей у сім’ї, пропаганда тих чи інших професій). Для обґрунтування політики важливо постійно вивчати й оцінювати демографічну ефективність і наслідки заходів, що здійснюються.
Одним з головних її напрямів є розробка політики, яка буде оптимальною з точки зору відтворення населення, врахування джерел засобів існування, становища жінки, типу стосунків між подружжям...

## Основні елементи політики народонаселення
- вплив на умови праці (визначення меж працездатного віку, масштабів зайнятості працездатної частини населення, тривалість робочого дня і робочого тижня, турбота про охорону праці, кваліфікаційна і спеціальна підготовка, профорієнтація і ін.);
- поліпшення життєвих умов всіх верств населення (підвищення реальної заробітної плати або рівня доходів, поліпшення житлових умов, забезпечення можливості користуватися побутовими послугами і досягненнями культури, медичним обслуговуванням; збільшення вільного часу і ін.);
- дія на відтворення населення (природне відновлення поколінь, міграційна рухливість, соціальна мобільність).

Останній елемент трактувався більшістю учених (і трактується досі) як, власне, демографічна політика. В сукупності заходів, що впливають на демографічні процеси, пропонувалося виділяти два основні напрями:
- зміна характеру процесів природного відновлення поколінь (народжуваності, шлюбності, розлучуваності, вікової структури, смертності) в їх тісному взаємозв'язку;
- вплив на міграцію населення (міграція, імміграція, еміграція, географічний розподіл, щільність населення і так далі); міграційна політика, що проводиться державою, органічно зв'язувалася з політикою в області розселення населення по території країни.

У англо- і франкомовній літературі, в міжнародних документах широкого поширення набув термін "політика населення", представлений у всіх версіях багатомовного словника з демографії. Цей термін широко використовується в офіційних документах, рекомендаціях і аналітичних доповідях ООН. Але однозначного трактування цього терміна немає. Широкий або вузький підхід до змісту основних понять пов'язаний в основному з поглядами на предмет демографії і межі що вивчаються цією наукою явищ.
З інших, близьких за змістом термінів найбільшого поширення набули контроль народжуваності і планування сім'ї, а останнім часом — сімейна політика.

### Контроль народжуваності
Термін "контроль народжуваності", або регулювання народжуваності, використовують для опису дії держави на процес народжуваності, головним чином з метою зниження її рівня і скорочення темпів зростання населення в країні. Термін був введений; у оборот Маргарет Сенджер, що відкрила в 1916 р. в Нью-Йорку першу в Америці клініку з попередження вагітності.

### Планування сім'ї
Термін "планування сім'ї" використовується в двох основних смислових контекстах.,
На макрорівні під плануванням сім'ї розуміється діяльність державних і недержавних організацій (програми, комплекси заходів), направлена на створення умов для реалізації відповідального батьківства, для досягнення кожною сім'єю бажаного числа дітей. На практиці ця діяльність в основному направлена на стимулювання обмеження народження дітей в сім'ях, тому програми планування сім'ї іноді називаються програмами контролю народжуваності.
На мікрорівні під плануванням сім'ї розуміється ухвалення подружньою парою (індивідом) добровільних рішень про величину сім'ї, зокрема, про число дітей в ній, і дії, сприяючі реалізації таких рішень. Морально-етичною і правовою основою планування сім'ї є плановане (відповідальне) батьківство — надання сім'ї можливість вільно і відповідально визначати бажане для неї число дітей і проміжки між їх народженнями (календар народжень). Таке право проголошене в цілому ряду міжнародних угод і розглядається як одне з основних прав людини. Планування сім'ї допомагає не тільки досягати бажаного числа дітей в сім'ї і зберегти їх, але і вибирати час народження дітей з урахуванням віку батьків і соціально-економічних умов, регулювати інтервали між народженнями, уникнути небажаної вагітності, незапланованих народжень, сприяє зниженню материнської і дитячої смертності, зміцненню здоров'я матері і дитини, скороченню вторинного безпліддя. Ефективність планування сім'ї залежить від інформованості людей про методи контролю дітородіння, від доступності і прийнятності цих методів для різних категорій сімей.

### Сімейна політика
Термін "сімейна політика" використовується все частіше як самостійний термін для позначення діяльності державних і інших служб із соціального захисту сім'ї, з надання адресної підтримки сім'ям певних типів.
У вітчизняній науковій літературі і суспільно-політичній лексиці цей термін активно використовується приблизно з середини 80-х рр. Початок активній розробці змісту сімейної політики, її цілей, форм і методів поклав регіональний демографічний семінар з проблем сімейкою політики, що проходив в Юрмалі (Латвія) в 1988 р. На жаль, матеріали семінару не були опубліковані. Ні у "Демографічному енциклопедичному словнику", виданому в 1985 р., ні в "Багатомовному демографічному словнику", підготовленому під егідою Міжнародного союзу з вивчення народонаселення (англійська версія вийшла в 1982 р.), термін "сімейна політика" не був представлений.
Проте правомірність такого терміна мало у кого з фахівців викликає сумнів. Термін все частіше використовується в наукових публікаціях, в матеріалах; що містять концептуальні підходи до реалізації соціальної і Демографічної політики.
Точної і загальноприйнятої дефініції поки немає, сам характер вживання поняття "Сімейна політика" свідчить про те, що фахівці не наполягають на строго однозначному вживанні цього терміна, розглядають сімейну політику як область одночасно і соціальної і демографічної політики, акцентуючи увагу, залежно від професійних інтересів, на демографічних, соціальних, культурних, медичних і інших аспектах.
Сімейну політику можна визначити як цілеспрямовану діяльність державних органів і інших соціальних інститутів, покликану створювати оптимальні умови для виконання сім'єю її функцій, гармонізувати відносини між особою, сім'єю і суспільством.
Сім'я може і повинна бути об'єктом міждисциплінарного дослідження; знання про сім'ю, її проблеми і закономірності розвитку, отримані соціологами, демографами, економістами, складають інформаційну і методологічну основу для формулювання цілей і завдань сімейної політики, для розробки механізмів і конкретних програм її реалізації.
Практично всі аспекти соціальної і демографічної політики так чи інакше зачіпають інтереси сім'ї. У сімейну політику включаються заходи як загальносоціальної, так і демографічної спрямованості: статеве виховання в сім'ї і школі, підготовка молодят до сімейного життя, матеріальна підтримка молодої сім'ї (житло, кредити, допомога, пільги, тривалі оплачувані відпустки по вагітності і пологам, по догляду за дитиною), розвиток багатопрофільних "Служб сім'ї" (діагностика відносин між подружжям, між батьками і дітьми, профілактика сімейних конфліктів, підвищення рівня культури сімейних відносин в педагогічних і сексуальних питаннях), сприяння вступу до шлюбу самотніх і розведених, розвиток служб планування сім'ї (підбір доступної і надійної контрацепції, медико-генетичне консультування, переривання вагітності сучасними, найменш шкідливими способами, лікування безпліддя і тому подібне), масові видання популярної літератури з питань сім'ї і шлюбу, пропаганда сімейних цінностей засобами масової інформації, культури, мистецтва і тому подібне.
Структура демографічної політики, як і будь-якій іншій політичній діяльності, включає два найважливіших і взаємозв'язаних компоненти: визначення і виклад системи цілей і розробку та реалізацію засобів для їх досягнення. Цілі і завдання політики формулюються, як правило, в політичних програмах і деклараціях, в планах, в стратегічних цільових програмах і планах оперативної діяльності урядів і інших виконавських органів, в законодавчих і інших правових актах. -
Цілі демографічної політики зазвичай зводяться до формування бажаного режиму відтворення населення, збереження або зміни тенденцій в області динаміки чисельності і структури населення, темпів їх змін, динаміки народжуваності, смертності, сімейного складу, розселення, внутрішньої і зовнішньої міграції, якісних характеристик населення.
Цілі можуть бути задані у вигляді цільової вимоги (словесний опис цілей), цільового показника або системи показників, досягнення яких інтерпретується як реалізація цілей демографічної політики. Серед показників, апробованих в практиці різних країн, найрідше зустрічається власне чисельність населення (наприклад, в КНР — не перевищити чисельність в 1200 млн чоловік в 2000 р. або в Румунії часів Н. Чаушеську — досягти чисельності в 30 млн чоловік). Країни, що розвиваються, як цільовий показник найчастіше вибирають зниження темпів зростання населення за певний період, зниження загального або сумарного коефіцієнта народжуваності. У всесвітньому плані дій в області народонаселення (Бухарест, 1974) і в Рекомендаціях з його подальшого здійснення (Мехіко, 1984) країнам з високим рівнем смертності пропонувалося використовувати як цілі демографічної політики досягнення певних рівнів середньої тривалості життя або зниження дитячої смертності. У розвинених країнах для регулювання притоки іноземців практикуються імміграційні квоти — обмеження на в'їзд і натуралізацію іноземців.
Об'єктами демографічної політики можуть бути населення країни в цілому або окремих регіонів, соціально-демографічні групи, когорти населення, сім'ї певних типів або стадій життєвого циклу.
Основні напрями демографічної політики включають державну допомогу сім'ям з дітьми, створення умов для поєднання батьківства з активною професійною діяльністю, зниження захворюваності і смертності, збільшення тривалості життя, поліпшення якісних характеристик селища, регулювання міграційних процесів, урбанізації і розселення, соціальну підтримку інвалідів, немолодих і непрацездатних і тому подібне Ці напрями повинні бути узгоджені з такими важливими сферами соціальної політики, як зайнятість, регулювання доходів, освіта і охорона здоров'я, професійна підготовка, житлове будівництво, розвиток сфери послуг, соціальне забезпечення.
Демографічна політика не може і не повинна підміняти собою соціальну і, економічну політику. Спроби вирішувати соціально-економічні проблеми заходами демографічної політики ніколи не приводили до бажаних і ефективних результатів.

## Основні заходи
Демографічна політика є комплексом різних заходів:
- економічних (оплачувані відпустки і різна допомога при народженні дітей; допомога на дітей залежно від їх числа, віку, типу сім'ї; позики, кредити, податкові і житлові пільги і так далі)
- адміністративно-правових (законодавчі акти, що регламентують укладання шлюбу, розлучення, положення дітей в сім'ях, аліментні обов'язки, охорону материнства і дитинства, аборти і використання засобів контрацепції, соціальне забезпечення непрацездатних, умови зайнятості і режим праці працюючих жінок-матерів, внутрішню і зовнішню міграцію і тому подібне)
- виховних і пропагандистських мір, покликаних формувати громадську думку, норми і стандарти демографічної поведінки, певний демографічний клімат в суспільстві.

Принципова особливість демографічної політики полягає в дії на динаміку демографічних процесів не прямо, а опосередковано, через людську поведінку, через ухвалення рішень у сфері укладання шлюбу, сім'ї, народження дітей, вибору професії, сфери зайнятості, місця проживання. Заходи політики впливають як на формування демографічних потреб, що обумовлюють специфіку демографічної поведінки, так і на створення умов для їх реалізації. Особливу складність демографічній політики як частини соціального управління додає необхідність враховувати і погоджувати інтереси різних рівнів: індивідуальних, сімейних, групових і суспільних; локальних, регіональних і загальнодержавних; економічних, соціально-політичних, екологічних і етнокультурних; найближчих, середньострокових і довгострокових.
Демографічну політику не можна розглядати у відриві від аналізу динаміки чисельності, структури і розселення населення. Конкретна демографічна ситуація, її тенденції і перспективи обумовлюють і певний характер і цільову спрямованість політики.
Цілі і системи заходів з регулювання відтворення населення визначаються пануючими ідеологічними концепціями, особливостями соціальної системи, що склалася, типом державного управління, рівнем економічного розвитку і ресурсними можливостями, якістю життя, культурними і релігійними нормами і традиціями.
Погляди на принципи, зміст і особливості практичної реалізації політики в області народонаселення зазнають певних змін, залежать від поглядів тих або інших учених і політиків на зміст демографічної науки, на роль держави в регулюванні соціальних процесів.

## Історія демографічної політики
Необхідність підтримувати певні пропорції між населенням, ресурсами і навколишнім середовищем завжди усвідомлювалася як важливе і складне управлінське завдання.
Демографічна політика має давню історію і багатий досвід практичної реалізації: від заснування стародавніми греками колоній для розселення швидко приростаючого населення або встановлення привілеїв трьохдітним сім'ям римськими імператорами до політики "одна сім'я — одна дитина" в сучасному Китаї.
Виникнення античної держави з його законами, з суспільною нерівністю і економікою, побудованою на праці рабів з його украй низькою продуктивністю, зумовило зародження і розвиток демографічної політики як державної політики. Розробляючи і реалізовуючи закони, життя, що упорядковують, і співіснування мільйонів людей, держава прямо або побічно регулювало і демографічну поведінку індивідуумів і сімей. Так, в одному з якнайдавніших правових актів — зведенні законів вавилонського царя Хаммурапі (приблизно 1760 р. до н.е.) — 68 статей з 282 було присвячено сімейному праву.
Зростання чисельності населення стародавніх держав в сприятливі роки, коли війни і стихійні лиха, епідемії і неврожаї не скорочували населення, вимушувало до контролю його зростання шляхом стимулювання розосередження населення аж до примусової еміграції.
Вже в IV-V ст. до н.е. відчувалося перенаселення в невеликих старогрецьких містах-державах, що спонукало вимушену еміграцію надлишку населення і приймало форму періодичної підстави колоній. Грецьку колонізацію Середземномор'я і Причорномор'я (а витоки її йдуть до VIII ст. до н.е.) можна, мабуть, вважати першою формою цілеспрямованого регулювання чисельності і розміщення населення. Переселення жителів з густонаселених районів в малонаселені з лишком землі для підтримки "оптимальної" пропорції між кількістю землі, продовольством і населенням пропонувалося в V ст. до н.е. старокитайським філософом Конфуцієм (551-479 рр. до н.е.) і його послідовниками як ефективна державна міра. Конфуцій говорив своїм учням: " Якщо багатство розподілити рівномірно, то не буде бідних, якщо в країні встановити гармонію, то населення не здаватиметься нечисленним".
Проблема обмеження чисельності населення, небезпека надмірного зростання народонаселення, яка періодично вставала в державах античного миру, знайшла віддзеркалення у висловах і роботах видатних грецьких мислителів того часу: Сократа (ок. 470-399 до н.е.), Платона (427-347 рр. до н.е.) і Арістотеля (384-322 рр. до н.е.).
Великий вплив на формування поглядів на політику в області відтворення населення надавали релігійні доктрини, що цілком замінювали як регулятори поведінки правові норми. Християнство засуджувало аборт і дітовбивство, але заохочувало стриманість. Релігійні доктрини Сходу, що переважали в Китаї, Індії, Персії, в цілому наказували продовження роду і дітородіння, але в буддизмі (і у меншій мірі в індуїзмі) обітниця безшлюбності вважалася високим духовним ідеалом.
Економічні умови, що в середні віки змінилися, сприяли появі у селян стимулів до великої сім'ї — виховання дітей коштувало дешево, а робоча сила в господарстві була потрібна, тим більше що податками обкладалося, як правило, тільки доросле населення. Відношення до чисельності населення, до сім'ї визначалося високим рівнем смертності, епідеміями, що відносили, сотні тисяч життів.
У XVII ст. Франція однієї з перших в Європі починає проводити політику заохочення зростання населення. Її мотиви обумовлювалися і ученням меркантилізму і демографічною ситуацією. Франція зазнала великих втрат в 30-річній війні з Німеччиною (1618-1648 рр.), а також втрачала населення через значну еміграцію, викликану релігійними переслідуваннями гугенотів.
До середини XVIII ст. посилилися економічні передумови популяціонізма, пов'язані з розширенням мануфактурного виробництва і збільшенням попиту на робочу силу. Це підтримувало подальше розповсюдження ідей бажаного зростання населення. Вони знайшли своє віддзеркалення в працях великих французьких просвітителів Же.-Ж. Руссо (1712-1778 рр.), Ш. Монтеськье (1689-1755 рр.), Д. Дідро (1713-1784 рр.), в працях Гельвеция, Моо, Юма і інших мислителів.
Лише Вольтер (1694-1778 рр.), мабуть, критично відносився до ідей про зростання населення, співвідносивши проблему населення з проблемами добробуту і духовного розвитку.
Багато росіян державні діячі й учені XVII-XIX ст. підтримували ідею збільшення населення. У кріпосній Росії існував закон, за яким кожна сім'я платила подати ("тягло"). Звідси виникала зацікавленість держави в ранніх шлюбах, оскільки збільшення числа нових сімей забезпечувало притоку нових доходів в казну. Ранні шлюби і висока народжуваність схвалювалися церковними догматами, що формували установки і поведінку населення.
Найбільш цілісний і систематизований виклад необхідних і можливих мерів політики населення в Росії був представлений в трактаті М.В. Ломоносова "Про збереження і розмноження російського народу" (1761 р.). Він пропонував провести заходи, направлені на створення сприятливих умов для народження дітей в шлюбі і зовні, на скорочення дитячої смертності, на припинення еміграції. Заходи були як культурно-освітнього характеру, так і адміністративно-правового (перегляд церковних правил і звичаїв). 
При імператриці Катерині II (мабуть, не без впливу трактату Ломоносова, як і не без впливу того, що здійснювалося у Франції, а раніше — в Римі) були скасовані "вінцеві пам'яті" (по суті, мито за вінчання), полегшений вступ до шлюбу вдовам і дружинам засланців, при виборах на суспільні посади перевагу почали надавати тим, у кого більше дітей. Указ Катерини від 1774 р. повелівав не вінчати малолітніх з дорослими дівами. Указ 1784 р. Синоду наказував в проповідях схиляти народ до прихильного відношення до позашлюбних дітей. Були установлені будинки для підкидьків і незаконнонароджених.
Майже всі прогресивні діячі Росії того часу (державознавці, медики, філософи і письменники) розділяли популяціоністські позиції (А.П. Волинський, А.Н. Радіщев, В.Н. Татіщев і ін.). В той же час історик і публіцист М.М. Щербатов вважав швидке збільшення селянського населення одним з чинників розповсюдження бідності в Росії.
На рубежі XVIII-XIX ст. на зміну популяціонізму прийшла інша, протилежна доктрина, що доводить необхідність заборони зростання населення. Вона отримала назву "мальтузіанство", що походить від імені її творця Томаса Роберта Мальтуса (1766-1834 рр.). Економічною передумовою антипопуляционизма був промисловий переворот, що активно здійснювався. Він вів до появи "зайвих робочих рук і ротів", накопичення щодо надмірного населення.
Мальтус, запозичуючи ідеї англійця М. Хейла і італійця Дж. Ортеса про зростання населення в геометричній прогресії і ряд інших економічних ідей і теорій, пояснював причини виникнення бідності і пауперизму перенаселеністю і безрозсудним розмноженням робочого класу, висловлювалися за попередження надлишку населення, зокрема розповсюдження в народі норм християнського аскетизму, утримується від вступу до шлюбу і приборкання "інстинкту розмноження".
Наприкінці XIX ст. знов з'являються передумови для відродження популяціоністських ідей. Економічна і географічна експансія, що супроводжувала боротьбу за розділ миру на сфери впливу, підвищила роль чисельності населення як чинника сили, можливості створення великої армії. Низька народжуваність в багатьох країнах Європи і зниження приросту населення сприяли тому, що демографічні проблеми стали предметом обговорень на засіданнях парламентів.
Відомий французький демограф Жак Бертільон. (1851-1922 рр.) оголосив теорію Мальтуса "ганебною", вимагав законодавчими методами впливати на збільшення народжуваності.
Розвиток поглядів на демографічну політику в XX ст. відбулося в Італії та Німеччині.
Експансія, боротьба за життєвий простір були стрижнем геополітики італійського і німецького фашизму, яка принесла незліченні біди народам Європи, привела до втрат десятків мільйонів людей, загиблих в другій світовій війні.
Популяціоністська демагогія складала важливу ланку ідеологічного арсеналу фашизму. Так, виступаючи в палаті депутатоэ (1927 р.), італійський дуче Муссоліні заявив в своїй промові: "Не основним, але таким, що передрішає чинником політичною, а також економічній і моральній потужності націй є їх демографічна потужність". Їм була написана брошура "Чисельність як сила", в якій він вважав, що висока народжуваність відрізнятиме фашистський народ від інших європейських народів і указуватиме" на його життєздатність, на його волю до продовження життєздатності в століттях.
Політика населення Гітлера, подібно до політики Муссоліні, диктувалася двома міркуваннями: 1) велике населення було необхідне для задоволення потреби, що росте, в "гарматному м'ясі"; 2) демографічний компонент був важливою складовою частиною "расової теорії".
Для демографічної "освіти" в Німеччині була величезним тиражем випущена пропагандистська брошура "Вимираючий народ". У мільйонах екземплярів цієї брошури всі помилки списувалися на епоху "лібералізму і марксизму". Були заборонені протизаплідні засоби і аборти, рекламувалася і заохочувалася позашлюбна народжуваність.
Фашизм на довгі роки скомпрометував ідеї демографічної політики, які і зараз нерідко пов'язують тільки з тоталітаризмом (фашизмом або комунізмом), з його агресивністю, що потребує мільйонних армій для затвердження своїх ідеологій серед інших територій і народів.
Історія демографічної політики показує, що вона була слабким інструментом і не могла помітно впливати на відтворення населення. Суспільно-економічні умови, як правило, зводили нанівець всі зусилля демографічної політики, якою відводили нерідко помилкову роль головних ліків для лікування хворих економік і соціально-політичних систем.

## Сучасна демографічна політика
Післявоєнний розвиток демографічної політики (50-і - 60-і рр.) визначався багато в чому дискусіями навколо програм планування сім'ї в країнах третього світу і практичною діяльністю, пов'язаною з їх реалізацією. Соціально-політичною передумовою появи такого акценту в демографічній політиці була істотна зміна політичної карти світу, звільнення від колоніальної залежності десятків країн, що розвиваються, перш за все в Африці і Азії. Традиційно висока народжуваність в них, практично не регульована на рівні сім'ї, у поєднанні з медициною, що знижується в результаті розвитку і охорони здоров'я, породили феномен, що отримав назву "Демографічний вибух". Швидке зростання населення виявилося серйозною проблемою для національних економік, що розвиваються, поступово набуваючи характеру глобальної проблеми.
Багато політиків і учені побачили в плануванні сім'ї і регулюванні народжуваності єдино доступне для убогої економіки колишніх колоній і засіб гальмування зростання населення, що оперативно реалізовувався, не заперечуючи при цьому і важливості соціальних і економічних перетворень.
Виступаючи на відкритті III. Міжнародній конференції з сімейного планування (Бомбей, 1952), колишній президент Індії С. Радхакрішнан закликав до планування сім'ї для зниження смертності і збереження здоров'я матерей і дітей, підкреслюючи, що розвиток економіки і зміни соціальної системи — "довгострокові лікувальні засоби".
Колишній президент Міжнародного банку реконструкції і розвитку Ю.Р. Блек в 1961 р. в обігу до економічної і соціальної Ради ООН писав, що "зростання населення загрожує звести до нуля всі наші зусилля з підняття рівня життя в багатьох країнах".
У колективній праці "Криза народонаселення і використання світових ресурсів" (Гаага, 1964 р.), що включав статті видних державних і суспільних діячів і вчених різних країн світу, для протистояння зростанню населення і зростаючому тиску населення на наявні ресурси пропонувалося проводити активну демографічну політику, ухвалювати на державному рівні рішення, пов'язані з регулюванням народжуваності.
У все більшому числі країн, що розвиваються, стурбованих високими темпами зростання населення, що утрудняють економічний розвиток, з 60-х рр. отримує визнання і підтримку політика контролю народжуваності. До 1975 р. в 34 країнах Африки, Азії і Латинської Америки діяли державні програми, що базувалися на розповсюдженні практики планування сім'ї і орієнтовані на зниження народжуваності і скорочення темпів зростання населення.
Більшість країн, що розвиваються, намічали як офіційну мету скорочення загального коефіцієнта народжуваності з 35-45%о в 1965-1970 рр. до 15-25%о до 1985 р., наприклад: Індія — до 25%о до 1984, Єгипет — до 24%о до 1984 і тому подібне Прийняті програми припускали зниження народжуваності в результаті популяризації і розповсюдження практики обмеження подружжям дітородіння, включали санітарну освіту і консультування з питань планування сім'ї, забезпечення населення протизаплідними засобами, пропаганду переваг малодітної сім'ї, стимулювання малодітності економічними і адміністративними заходами. Деякі країни (Індія, Малайзія, Непал, Пакистан і ін.) як один з методів обмеження величини сім'ї вирішували добровільну стерилізацію і забезпечували її проведення. 
У багатьох країнах, що узяли офіційний курс на зниження народжуваності, програми планування сім'ї увійшли складовою частиною в національні плани економічного розвитку, тобто, по суті своїй, вони ширше за комплекс заходів з обмеження народжуваності.
У 1969 р. XV сесія Комісії з народонаселення рекомендувала не обмежуватися тільки фінансуванням програм контролю над народжуваністю, а використовувати ці засоби для дослідження взаємодії соціально-економічного і демографічного розвитку.
Програми планування сім'ї підтримувалися і підтримуються різними спеціалізованими і регіональними установами ООН, а також поряд неурядових організацій: Міжнародною федерацією з планування сім'ї, Радою з народонаселення і ін. Низький культурно-освітній рівень населення і відсутність соціально-економічних стимулів до внутрісімейного обмеження дітородіння не завжди дозволяють успішно здійснювати програми планування сім'ї. Реалізація їх гальмується також браком фінансових і технічних коштів, недоліком кваліфікованих фахівців для служб планування сім'ї.
У 70-х рр. у вирішення питань регулювання розмірів сім'ї як частині проблеми збереження здоров'я матері і дитини включився Дитячий фонд ООН ЮНІСЕФ спільно з ВІЗ.
Регіональні конференції з народонаселення в Мехіко (1970), Аккрі (1971), Токіо (1972), Бейруті (1973) і Каїрі (1973) підкреслили в своїх резолюціях, що політика народонаселення — складова частина політики і планування розвитку.
У 1974 р. Комісія з народонаселення прийняла документ "Діяльність ООН в області народонаселення", в якому в число п'яти основних напрямів оперативній діяльності ООН увійшли політика в області народонаселення і програми планування сім'ї.
Прийнятий на Міжнародній конференції з народонаселення в Бухаресті (1974 р.) Усесвітній план дій в області народонаселення звернув увагу урядів на те, що політика народонаселення не замінює соціально-економічний розвиток, а є частиною його. План передбачав створення в кожній країні органу, народонаселення, що займається проблемами, а також систематичну оцінку ефективності політики народонаселення.
При підведенні підсумків реалізації Плану на Міжнародній конференції з народонаселення в Мехіко (1984 р.) був узагальнений досвід розробки політики в області народонаселення в різних країнах, проаналізовані тенденції, перспективи і цілі політики. У Рекомендаціях з подальшого здійснення Всесвітнього плану дій в області народонаселення (Мехіко, 1984), були намічені нові орієнтири в політиці народонаселення, зокрема, з досягнення певних рівнів тривалості життя і зниження смертності, причому диференційовано для розвинених країн, і країн, що розвиваються.
Урядам було рекомендовано підтримувати планування сім'ї в рамках програм охорони здоров'я матері і дитини як один з методів скорочення пологів в дуже ранньому або пізньому віці матери, збільшення інтервалів між народженнями і зменшення числа народжень вищого порядку; виділяти необхідні ресурси на надання послуг в області планування сім'ї, покращувати якість і підвищувати ефективність послуг в області планування сім'ї; забезпечити, щоб всі подружні пари і окремі особи користувалися основним правом людини вільно і відповідально вирішувати питання про число своїх дітей і про частоту їх народження, а також мати доступ до необхідної для цього інформації, освіти і засобів.
Число урядів, підтримуючої мети і програми планування сім'ї, збільшилося з 97 в 1976 р. до 125 в 1988 р., а число країн, де обмежується застосування засобів планування сім'ї, скоротилося за цей же період з 15 до 7.
Для того, щоб мати можливість отримувати і узагальнювати інформацію про демографічну політику різних країн світу, ООН проводить періодичні опити урядів з питань політики в сфері населення. Всього було проведено сім таких опитів — 1963, 1-972, 1976, 1978, 1982, 1988, 1993 рр. Результати опитів були проаналізовані, систематизовані і лягли в основу спеціально створеного Банку даних про політику в області населення. Банк містить постійно поповнювану інформацію про 174 країни (див. табл. 10).
Експерти Європейської Економічної Комісії в документах, підготовлених в 1990 р., відзначали необхідність розробки для всіх країн єдиної бази даних, що дозволяє здійснювати моніторинг політики населення, важливим напрямом якої виступає політика в області сім'ї і народжуваності. Виділялися такі її розділи. 
1. Фінансова допомога сім'ям: 1) сімейна допомога; 2) гранти на освіту; 3) субсидії на житлі, спеціальні цільові позики певним категоріям сімей; 4) податкові пільги сім'ям з дітьми.
2. Політіка допомозі жінкам в здійсненні їх подвійної ролі: 1) відпустки матерям і батькам у зв'язку з народженням і вихованням дітей; 2) спеціальні пільги жінкам в області зайнятості (робота вдома, неповний робочий час, гнучкий графік роботи і так далі); 3) розвиток системи дошкільної освіти.
3. Політика допомоги самотнім батькам: 1) особливі пільги в забезпеченні дитячими дошкільними установами; 2) фінансова допомога.
4. Політика підвищення стабільності сімей: 1) регулювання мінімального віку вступу до шлюбу; 2) законодавче регулювання розлучень.
5. Політика планування сім'ї: 1) забезпечення засобами контрацепції; 2) політика в області абортів.

Дискусійним на Заході залишається питання про те, якими повинні бути розміри сімейної допомоги і інших пільг і компенсацій, щоб вони не ослабляли трудову мотивацію і не знижували ступінь участі батьків в суспільному виробництві, не підривали економічні функції заробітної плати, не перекладали на суспільство особисту відповідальність самих батьків за сім'ю і їх дітей.
Завершуючи розмову про сучасну демографічну політику (ДП), слід зазначити і новий акцент в постановці проблем політики в області народонаселення, пов'язаний з висловлюваними пропозиціями про необхідність світової політики населення, доповнюючої національні політики, або правильніше сказати, що формулює загальні підходи і узгодження цілей в її проведенні на національному рівні.
На думку ряду учених, немає сумніву, що планета не здатна містити необмежену кількість населення через обмежені розміри і вичерпані природні ресурси. Тенденція поліпшення матеріального рівня життя неминуча. Вона збільшує витік природних ресурсів і приводить до того, що подальше зростання населення досягається ціною погіршення умов життя. Нові відкриття в науці і нові технології можуть, звичайно, ослабити гостроту цього питання, але не можуть зняти його з порядку денного, якщо продовжиться зростання населення.
Диференціація економічних стандартів різних верств населення, що росте, країн і цілих континентів, загроза погіршення навколишнього середовища, безрозсудність гонки озброєння і так далі також надають негативну дію на якість умов життя людей.
Ідея світової політики, або як мінімум координації національних політик в області народонаселення не так вже фантастична, як вона може показатися на перший погляд. Проблеми народонаселення носять глобальний характер, так само як і екологічні і енергетичні проблеми, тому вирішення таких проблем цілком може і повинно бути знайдено на рівні ООН у формі компромісу і узгоджених стратегічних дій національних урядів і міжнародних організацій.
Якщо проблема світової політики населення — це все-таки поки проблема теоретична, швидше, проблема завтрашнього дня, то проблема тісної інтеграції політики населення і соціально-економічної політики — це проблема, вирішення якої шукають і національні уряди, і міжнародні організації.

## Концепція сімейної політики України
Концепція сімейної політики України включає:
- створення оптимальних умов для сімейно-шлюбної орієнтації молоді;
- необхідність перегляду чинного законодавства відносно різних пільг матерям, тобто їх потрібно узгоджувати з реальною економічною ситуацією в країні;
- врахування не лише материнства і пов’язаних з ним проблем, але й батьківства як складової частини сімейного життя і повноцінного дитинства;
- вивчення труднощів спільного подолання виникаючих проблем.

### Розроблені масштабні програми
1. «Діти України» (1995), що ввійшла складовою частиною в потужну загальноєвропейську програму «Діти 90-х» і виконувалась в 14 країнах Європи за спільною методологією. Передбачала охорону здоров’я, виховання, соціальний захист знедолених, доплата сім’ям, трудове навчання.
2. «Українська родина» — розрахована була на період до 2000 року і передбачала концентрацію зусиль Уряду, державних установ, громадських неурядових організацій з метою поліпшення соціального і духовного розвитку родини, ця програма допомагала підвищити авторитет родини, патріотичний дух українського суспільства консолідувати націю навколо національної ідеї. Опікування молоддю.
Необхідність послідовного розв’язання проблем молоді сприяє зосередженню демографічної політики на молодих сім’ях і таких, де виховуються неповнолітні діти, батьки яких не беруть участі в суспільно-корисній праці та громадському житті.
Регулювання міграційних процесів від масштабів та інтенсивності яких багато в чому залежить характер і розвиток демографічних процесів. Зміцнення здоров'я, збільшення тривалості життя.